# CELPA El Chamical

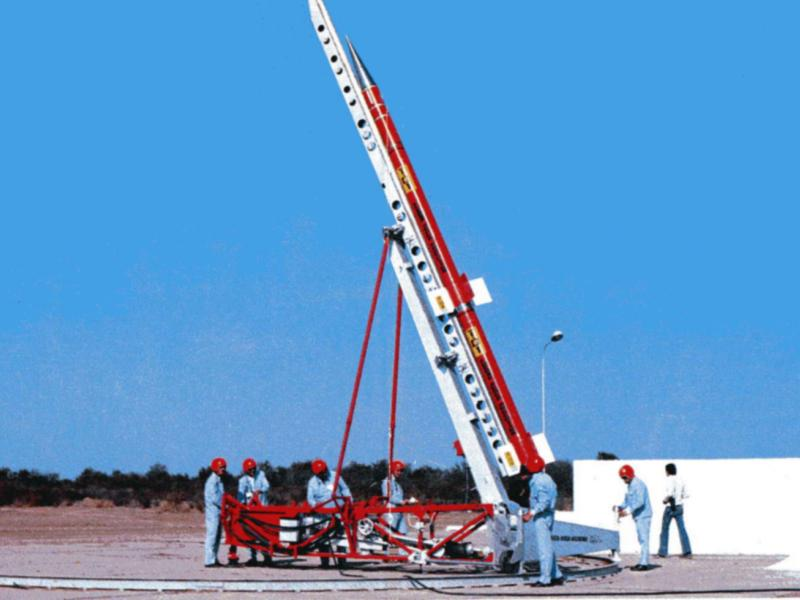
Rakieta Cohete Tauro T-01 na stanowisku CELPA El Chamical, 10 grudnia 1981

CELPA El Chamical (Centro de Experimentación y Lanzamiento de Proyectiles Autopropulsados) – argentyńskie stanowisko startowe dla rakiet sondażowych, położone koło Chamical w prowincji La Rioja. Użytkowane od 1962 do co najmniej 1981. W tym czasie wystrzelono stamtąd ponad 90 rakiet, m.in. rakiety Centaure, Judi Dart, Orion, i Rigel. Ze stanowiska korzystała również NASA.